# Rencontres internationales du documentaire de Montréal
Les Rencontres internationales du documentaire de Montréal (RIDM) sont l’un des plus importants festivals de films documentaires en Amérique du Nord. Chaque année, les RIDM présentent des documentaires canadiens et internationaux et proposent, avec le Forum RIDM, un marché du documentaire unique au Québec.

## Historique
Organisme à but non lucratif fondé en 1998 par un regroupement de cinéastes documentaires du Québec, les RIDM visent à présenter une sélection des meilleures œuvres documentaires de l’année. À ses débuts, le festival présente une quarantaine de films sur 5 jours. Il s’est aujourd’hui agrandi afin de proposer plus de 120 films, des rétrospectives, des discussions et autres activités parallèles.
Ayant doublé son auditoire depuis 2011, les RIDM rassemblent désormais plus de 63 000 spectateur·trice·s.

### Forum RIDM
Depuis 2004, un marché du documentaire, le Forum RIDM, est organisé en parallèle du festival pour soutenir et stimuler la production du documentaire indépendant en plus de permettre des échanges entre professionnel·le·s, créateur·trice·s, producteur·trice·s, distributeur·trice·s et diffuseur·se·s de tous horizons. Co-fondé avec DOC Québec, le Forum RIDM est réparti sur 5 jours.

## Palmarès

### 14e édition (2011)
| Prix                                                         | Film                       | Réalisatrice/Réalisateur | Pays                |
| ------------------------------------------------------------ | -------------------------- | ------------------------ | ------------------- |
| Grand prix de la compétition internationale longs métrages   |                            |                          |                     |
| Grand prix de la compétition nationale longs métrages        | Carnets d'un grand détour  | Catherine Hébert         | Québec Canada       |
| Meilleur espoir Québec/Canada                                | The Vanishing Spring Light | Xun Yu                   | Québec Canada Chine |
| Prix du meilleur moyen métrage international                 |                            |                          |                     |
| Prix du meilleur court métrage international                 |                            |                          |                     |
| Prix du public                                               |                            |                          |                     |
| Prix du jury des détenues                                    | Bouton                     | Res Balzli               | Suisse              |
| Prix montage de la compétition internationale longs métrages | Territoire perdu           | Pierre-Yves Vandeweerd   | Belgique            |
| Prix image de la compétition internationale longs métrages   |                            |                          |                     |

### 15e édition (2012)
| Prix                                                         | Film                                       | Réalisatrice/Réalisateur                 | Pays                          |
| ------------------------------------------------------------ | ------------------------------------------ | ---------------------------------------- | ----------------------------- |
| Grand prix de la compétition internationale longs métrages   | Matthew's laws                             | Marc Schmidt                             | Pays-Bas                      |
| Grand prix de la compétition internationale longs métrages   | Mention spéciale : En quête d'Emak Bakia   | Oskar Alegria                            | Espagne                       |
| Grand prix de la compétition nationale longs métrages        | Ma vie réelle                              | Magnus Isacsson                          | Québec Canada                 |
| Grand prix de la compétition nationale longs métrages        | Mention spéciale : L'État du monde         | Hubert Caron-Guay et Rodrigue Jean       | Québec Canada                 |
| Meilleur espoir Québec/Canada                                | The Patron Saints                          | Melanie Shatzky et Brian M. Cassidy      | Canada États-Unis             |
| Prix du meilleur moyen métrage international                 | Argentinian Lessons                        | Wojciech Staron                          | Pologne                       |
| Prix du meilleur moyen métrage international                 | Mention spéciale : Un été avec Anton       | Jasna Krajinovic                         | Belgique                      |
| Prix du meilleur court métrage international                 | Dusty Night                                | Ali Hazara                               | France Afghanistan            |
| Prix du meilleur court métrage international                 | Mention spéciale : River rites             | Ben Russell                              | États-Unis Suriname           |
| Prix du public                                               | 5 Broken Cameras                           | Emad Burnat et Guy Davidi                | Palestine Israël France       |
| Prix Magnus-Isacsson                                         | Herman's House                             | Angad Singh Bhalla                       | Canada                        |
| Prix Magnus-Isacsson                                         | Mention spéciale : Le prix des mots        | Julien Fréchette                         | Québec Canada                 |
| Prix du jury des détenues                                    | 5 Broken Cameras                           | Emad Burnat et Guy Davidi                | Palestine Israël France       |
| Prix du jury des détenues                                    | Mention spéciale : Les poings de la fierté | Hélène Choquette                         | Québec Canada                 |
| Prix montage de la compétition internationale longs métrages | Matthew's laws                             | Marc Schmidt                             | Pays-Bas                      |
| Prix image de la compétition internationale longs métrages   | Leviathan                                  | Véréna Paravel et Lucien Castaing-Taylor | France Royaume-Uni États-Unis |

### 16e édition (2013)
| Prix                                                         | Film                                            | Réalisatrice/Réalisateur           | Pays              |
| ------------------------------------------------------------ | ----------------------------------------------- | ---------------------------------- | ----------------- |
| Grand prix de la compétition internationale longs métrages   | E agora? Lembra-me                              | Joaquim Pinto                      | Portugal          |
| Grand prix de la compétition nationale longs métrages        | Hoax_Canular                                    | Dominic Gagnon                     | Québec Canada     |
| Grand prix de la compétition nationale longs métrages        | Mention spéciale : Night Labor                  | Ashley Sabin et David Redmon       | Canada États-Unis |
| Meilleur espoir Québec/Canada                                | Bà Nôi                                          | Khoa Lê                            | Québec Canada     |
| Prix du meilleur moyen métrage international                 | A New Product                                   | Harun Farocki                      | Allemagne         |
| Prix du meilleur moyen métrage international                 | Mention spéciale : The Art of Disappearing      | Bartek Konopka et Piotr Rosolowski | Pologne           |
| Prix du meilleur court métrage international                 | Da Vinci                                        | Yuri Ancarani                      | Italie            |
| Prix du meilleur court métrage international                 | Mention spéciale : Une histoire pour les Modlin | Sergio Oksman                      | Espagne           |
| Prix du public                                               | The Square                                      | Jehane Noujaim                     | Égypte États-Unis |
| Prix Magnus-Isacsson                                         | Québékoisie                                     | Mélanie Carrier et Olivier Higgins | Québec Canada     |
| Prix Magnus-Isacsson                                         | Mention spéciale : À jamais, pour toujours      | Alexandra Sicotte-Levesque         | Québec Canada     |
| Prix du jury des détenues                                    | Expedition to the End of the World              | Daniel Dencik                      | Danemark          |
| Prix du jury des détenues                                    | Mention spéciale : Salma                        | Kim Longinotto                     | Inde Royaume-Uni  |
| Prix montage de la compétition internationale longs métrages | Let the Fire Burn                               | Jason Osder                        | États-Unis        |
| Prix image de la compétition internationale longs métrages   | Tzvetanka                                       | Youlian Tabakov                    | Bulgarie Suède    |

### 17e édition (2014)
| Prix                                                         | Film                                     | Réalisatrice/Réalisateur                | Pays                                    |
| ------------------------------------------------------------ | ---------------------------------------- | --------------------------------------- | --------------------------------------- |
| Grand prix de la compétition internationale longs métrages   | Once Upon A Time                         | Kazim Öz                                | Turquie                                 |
| Grand prix de la compétition internationale longs métrages   | Mention spéciale : Examen d'État         | Dieudo Hamadi                           | République démocratique du Congo France |
| Grand prix de la compétition nationale longs métrages        | SOL                                      | Marie-Hélène Cousineau et Susan Avingaq | Québec Canada                           |
| Grand prix de la compétition nationale longs métrages        | Mention spéciale : La marche à suivre    | Jean-François Caissy                    | Québec Canada                           |
| Meilleur espoir Québec/Canada                                | Everything Will Be                       | Julia Kwan                              | Canada                                  |
| Meilleur espoir Québec/Canada                                | Mention spéciale : Juanicas              | Karina Garcia Casanova                  | Québec Canada                           |
| Prix du meilleur moyen métrage international                 | Metaphor or Sadness Inside Out           | Catarina Vasconcelos                    | Portugal Royaume-Uni                    |
| Prix du meilleur court métrage international                 | Atlantis                                 | Ben Russel                              | Malte États-Unis                        |
| Prix du public                                               | CITIZENFOUR                              | Laura Poitras                           | Allemagne États-Unis                    |
| Prix Magnus-Isacsson                                         | The Secret Trial 5                       | Amar Wala                               | Canada                                  |
| Prix Magnus-Isacsson                                         | Mention spéciale : De prisons en prisons | Steve Patry                             | Québec Canada                           |
| Prix du jury étudiant                                        | L’œuvre des jours                        | Bruno Baillargeon                       | Québec Canada                           |
| Prix du jury étudiant                                        | Mention spéciale : Juanicas              | Karina Garcia Casanova                  | Québec Canada                           |
| Prix du jury des détenues                                    | Examen d'État                            | Dieudo Hamadi                           | République démocratique du Congo France |
| Prix montage de la compétition internationale longs métrages | Letters to Max                           | Éric Baudelaire                         | France                                  |
| Prix image de la compétition internationale longs métrages   | Les tourmentes                           | Pierre-Yves Vandeweerd                  | Belgique France                         |

### 18e édition (2015)[7]
| Prix                                                         | Film                                 | Réalisatrice/Réalisateur                                         | Pays                   |
| ------------------------------------------------------------ | ------------------------------------ | ---------------------------------------------------------------- | ---------------------- |
| Grand prix de la compétition internationale longs métrages   | Homeland (Iraq Year Zero)            | Abbas Fahdel                                                     | France Irak            |
| Grand prix de la compétition internationale longs métrages   | Mention spéciale : Snakeskin         | Daniel Hui                                                       | Portugal Singapour     |
| Grand prix de la compétition nationale longs métrages        | Un amour d'été                       | Jean-François Lesage                                             | Québec Canada          |
| Grand prix de la compétition nationale longs métrages        | Mention spéciale : Pinocchio         | André-Line Beauparlant                                           | Québec Canada          |
| Meilleur espoir Québec/Canada                                | Bienvenue à F.L.                     | Geneviève Dulude-De Celles                                       | Québec Canada          |
| Prix du meilleur moyen métrage international                 | Field Niggas                         | Khalik Allah                                                     | États-Unis             |
| Prix du meilleur moyen métrage international                 | Mention spéciale : Business Club     | Chloé Mahieu et Lila Pinell                                      | France                 |
| Prix du meilleur court métrage international                 | Among us                             | Guido Hendrikx                                                   | Pays-Bas               |
| Prix du meilleur court métrage international                 | Mention spéciale : Elle pis son char | Loïc Darses                                                      | Québec Canada          |
| Prix du public                                               | Homeland (Iraq Year Zero)            | Abbas Fahdel                                                     | France Irak            |
| Prix Magnus-Isacsson                                         | Retour aux sources                   | Jean-Sébastien Francoeur et Andrew Marchand-Boddy                | Québec Canada Cambodge |
| Prix Magnus-Isacsson                                         | Mention spéciale : Manoir            | Martin Fournier et Pier-Luc Latulippe                            | Québec Canada          |
| Prix du jury étudiant                                        | P.S. Jerusalem                       | Danae Elon                                                       | Canada                 |
| Prix du jury des détenues                                    | Retour aux sources                   | Jean-Sébastien Francoeur et Andrew Marchand-Boddy                | Québec Canada Cambodge |
| Prix montage de la compétition internationale longs métrages | Je suis le peuple                    | Saskia Berthod et Chantal Piquet Réalisation : d'Anna Roussillon | France                 |
| Prix image de la compétition internationale longs métrages   | The Other Side                       | Diego Romero Suarez-Llanos Réalisation : Roberto Minervini       | France Italie          |

### 19e édition (2016)[8]
| Prix                                                         | Film                                                   | Réalisatrice/Réalisateur                      | Pays                            |
| ------------------------------------------------------------ | ------------------------------------------------------ | --------------------------------------------- | ------------------------------- |
| Grand prix de la compétition internationale longs métrages   | Another Year                                           | Shengze Zhu                                   | Chine                           |
| Grand prix de la compétition internationale longs métrages   | Mention spéciale : Tempestad                           | Tatiana Huezo                                 | Mexique                         |
| Grand prix de la compétition nationale longs métrages        | La résurrection d'Hassan                               | Carlo Guillermo Proto                         | Québec Canada                   |
| Grand prix de la compétition nationale longs métrages        | Mention spéciale : Tales of Two Who Dreamt             | Andrea Bussmann et Nicolás Pereda             | Canada Mexique                  |
| Meilleur espoir Québec/Canada                                | Gulîstan, terre de roses                               | Zaynê Akyol                                   | Canada Allemagne                |
| Prix du meilleur court ou moyen métrage international        | Isabella Morra                                         | Isabel Pagliai                                | France                          |
| Prix du meilleur court ou moyen métrage international        | Mention spéciale : Long Story Short                    | Natalie Bookchin                              | États-Unis                      |
| Prix du meilleur court ou moyen métrage international        | Mention spéciale : He Who Eats Children                | Ben Russell                                   | États-Unis                      |
| Prix du meilleur court ou moyen métrage national             | The Botanist                                           | Maude Plante-Husaruk et Maxime Lacoste-Lebuis | Québec Canada Tadjikistan       |
| Prix du public                                               | Le goût d’un pays                                      | Francis Legault                               | Québec Canada                   |
| Prix Magnus-Isacsson                                         | Angry Inuk                                             | Alethea Arnaquq-Baril                         | Québec Canada                   |
| Prix Magnus-Isacsson                                         | Mention spéciale : The Stairs                          | Hugh Gibson                                   | Canada                          |
| Prix du jury étudiant                                        | La résurrection d'Hassan                               | Carlo Guillermo Proto                         | Québec Canada                   |
| Prix du jury étudiant                                        | Mention spéciale : The Stairs                          | Hugh Gibson                                   | Canada                          |
| Prix du jury des détenues                                    | Angry Inuk                                             | Alethea Arnaquq-Baril                         | Québec Canada                   |
| Prix du jury des détenues                                    | Mention spéciale : Mr Gaga, sur les pas d’Ohad Naharin | Tomer Heymann                                 | Israël Suède Allemagne Pays-Bas |
| Prix montage de la compétition internationale longs métrages | Havarie                                                | Philip Scheffner                              | Allemagne                       |
| Prix image de la compétition internationale longs métrages   | Brothers of the Night                                  | Patric Chiha                                  | Norvège                         |

### 20e édition (2017)[9]
| Prix                                                                 | Film                      | Réalisatrice/Réalisateur | Pays                                      |
| -------------------------------------------------------------------- | ------------------------- | ------------------------ | ----------------------------------------- |
| Grand prix de la compétition internationale longs métrages           | Room for a Man            | Anthony Chidiac          | Liban États-Unis                          |
| Prix spécial du jury de la compétition internationale longs métrages | Taste of Cement           | Ziad Kalthoum            | Allemagne Liban Syrie Émirats arabes unis |
| Grand prix de la compétition nationale longs métrages                | Taming the Horse          | Tao Gu                   | Québec Canada Chine                       |
| Grand prix de la compétition nationale longs métrages                | Mention spéciale : Primas | Laura Bari               | Québec Canada Argentine                   |
| Prix spécial du jury de la compétition nationale longs métrages      | La rivière cachée         | Jean-François Lesage     | Québec Canada                             |
| Meilleur espoir Québec/Canada                                        | L’autre Rio               | Emilie B. Guérette       | Québec Canada                             |
| Prix du meilleur court ou moyen métrage international                | Nyo Vweta Nafta           | Ico Costa                | Portugal                                  |
| Prix du meilleur court ou moyen métrage national                     | In the Waves              | Jacquelyn Mills          | Québec Canada                             |
| Prix du public                                                       | Ouvrir La voix            | Amandine Gay             | France                                    |
| Prix Magnus-Isacsson                                                 | State of Exception        | Jason O’Hara             | Brésil Canada                             |
| Prix du jury étudiant                                                | Birth of a Family         | Tasha Hubbard            | Canada                                    |
| Prix du jury des détenues                                            | Bagages                   | Paul Tom                 | Québec Canada                             |

### 21e édition (2018)[10]
| Prix                                                                 | Film                                   | Réalisatrice/Réalisateur            | Pays                   |
| -------------------------------------------------------------------- | -------------------------------------- | ----------------------------------- | ---------------------- |
| Grand prix de la compétition internationale longs métrages           | Hale County This Morning, This Evening | RaMell Ross                         | États-Unis             |
| Prix spécial du jury de la compétition internationale longs métrages | Extinction (Extinção)                  | Salomé Lamas                        | Portugal Allemagne     |
| Grand prix de la compétition nationale longs métrages                | Soleils noirs                          | Julien Elie                         | Québec Canada          |
| Prix spécial du jury de la compétition nationale longs métrages      | Symphonie en aquamarine                | Dan Popa                            | Québec Canada          |
| Meilleur espoir Québec/Canada                                        | Symphonie en aquamarine                | Dan Popa                            | Québec Canada          |
| Prix du meilleur court ou moyen métrage international                | The Disappearance of Goya              | Toni Geitani                        | Liban                  |
| Prix du meilleur court ou moyen métrage international                | Mention spéciale : Gulyabani           | Gürcan Keltek                       | Pays-Bas Turquie       |
| Prix du meilleur court ou moyen métrage national                     | Zagros                                 | Ariane Lorrain et Shahab Mihandoust | Québec Canada          |
| Prix du public                                                       | Memory is Our Homeland                 | Jonathan Durand                     | Québec Canada Portugal |
| Prix Magnus-Isacsson                                                 | Avec un sourire, la révolution         | Alexandre Chartrand                 | Québec Canada          |
| Prix du jury étudiant                                                | 20-22 OMEGA                            | Thierry Loa                         | Québec Canada          |
| Prix du jury des détenues                                            | Point d’équilibre                      | Christine Chevarie-Lessard          | Québec Canada          |

### 22e édition (2019)[11]
| Prix                                                                 | Film                                  | Réalisatrice/Réalisateur                                | Pays                                      |
| -------------------------------------------------------------------- | ------------------------------------- | ------------------------------------------------------- | ----------------------------------------- |
| Grand prix de la compétition internationale longs métrages           | Present.Perfect.                      | Shengze Zhu                                             | États-Unis Hong Kong                      |
| Prix spécial du jury de la compétition internationale longs métrages | Heimat Is a Space Time                | Thomas Heise                                            | Allemagne Autriche                        |
| Prix spécial du jury de la compétition internationale longs métrages | Mention spéciale : 143 rue du désert  | Hassen Ferhani                                          | Algérie France Qatar                      |
| Grand prix de la compétition nationale longs métrages                | Une femme, ma mère                    | Claude Demers                                           | Québec Canada                             |
| Prix spécial du jury de la compétition nationale longs métrages      | Wilcox                                | Denis Côté                                              | Québec Canada                             |
| Prix Nouveaux Regards                                                | Don’t Worry, the Doors Will Open      | Oksana Karpovych                                        | Québec Canada                             |
| Prix du meilleur court ou moyen métrage international                | Faire-part                            | Rob Jacobs, Anne Reijniers, Nizar Saleh et Paul Shemisi | Belgique République démocratique du Congo |
| Prix du meilleur court ou moyen métrage national                     | Port d'attache                        | Laurence Lévesque                                       | Québec Canada                             |
| Prix du public                                                       | Kenbe La, jusqu’à la victoire         | Will Prosper                                            | Québec Canada                             |
| Prix Magnus-Isacsson                                                 | nîpawistamâsowin : nous nous lèverons | Tasha Hubbard                                           | Canada                                    |
| Prix du jury étudiant                                                | nîpawistamâsowin : nous nous lèverons | Tasha Hubbard                                           | Canada                                    |
| Prix du jury des détenues                                            | nîpawistamâsowin : nous nous lèverons | Tasha Hubbard                                           | Canada                                    |

### 23e édition (2020)[12],[13]
| Prix                                                                 | Film                                                   | Réalisatrice/Réalisateur        | Pays                                  |
| -------------------------------------------------------------------- | ------------------------------------------------------ | ------------------------------- | ------------------------------------- |
| Grand prix de la compétition internationale longs métrages           | Aswang                                                 | Alyx Ayn Arumpac                | Philippines Danemark France Allemagne |
| Prix spécial du jury de la compétition internationale longs métrages | IWOW: I Walk on Water                                  | Khalik Allah                    | États-Unis                            |
| Grand prix de la compétition nationale longs métrages                | L’Indien malcommode                                    | Michelle Latimer                | Canada                                |
| Grand prix de la compétition nationale longs métrages                | Mention spéciale : L’histoire interdite                | Ariel Nasr                      | Québec Canada                         |
| Prix spécial du jury de la compétition nationale longs métrages      | Prière pour une mitaine perdue                         | Jean-François Lesage            | Québec Canada                         |
| Prix Nouveaux Regards                                                | No Ordinary Man (Un vrai gentleman)                    | Aisling Chin-Yee et Chase Joynt | Québec Canada                         |
| Prix du meilleur court ou moyen métrage international                | Clean With Me (After Dark)                             | Gabrielle Stemmer               | France                                |
| Prix du meilleur court ou moyen métrage national                     | Goodnight Goodnight                                    | Mackenzie Reid Rostad           | Québec Canada                         |
| Prix du public                                                       | Petite Fille                                           | Sébastien Lifshitz              | France                                |
| Prix Magnus-Isacsson                                                 | L’Indien malcommode                                    | Michelle Latimer                | Canada                                |
| Prix Magnus-Isacsson                                                 | Mention spéciale : No Ordinary Man (Un vrai gentleman) | Aisling Chin-Yee et Chase Joynt | Québec Canada                         |

### 24e édition (2021)[14],[15]
| Prix                                                                 | Film                                                          | Réalisatrice/Réalisateur                      | Pays                               |
| -------------------------------------------------------------------- | ------------------------------------------------------------- | --------------------------------------------- | ---------------------------------- |
| Grand prix de la compétition internationale longs métrages           | Looking for Horses                                            | Stefan Pavlovic                               | Pays-Bas Bosnie-Herzégovine France |
| Prix spécial du jury de la compétition internationale longs métrages | A Night of Knowing Nothing                                    | Payal Kapadia                                 | France Inde                        |
| Grand prix de la compétition nationale longs métrages                | zo reken                                                      | Emanuel Licha                                 | Québec Canada                      |
| Prix spécial du jury de la compétition nationale longs métrages      | Animal Macula                                                 | Sylvain L’Espérance                           | Québec Canada                      |
| Prix spécial du jury de la compétition nationale longs métrages      | Mention spéciale : Dropstones                                 | Caitlin Durlak                                | Canada                             |
| Prix Nouveaux Regards                                                | Au-delà des hautes vallées                                    | Maude Plante-Husaruk et Maxime Lacoste-Lebuis | Québec Canada                      |
| Prix du meilleur court ou moyen métrage international                | If You See Her, Say Hello                                     | Hee Young Pyun et Jiajun (Oscar) Zhang        | Chine                              |
| Prix du meilleur court ou moyen métrage international                | Mention spéciale : All of Your Stars are but Dust on my Shoes | Haig Aivazian                                 | Liban                              |
| Prix du meilleur court ou moyen métrage national                     | The Truss Arch                                                | Sonya Stefan                                  | Canada                             |
| Prix du public                                                       | Dear Audrey                                                   | Jeremiah Hayes                                | Québec Canada                      |
| Prix Magnus-Isacsson                                                 | Dear Jackie                                                   | Henri Pardo                                   | Québec Canada                      |
| Prix Magnus-Isacsson                                                 | Mention spéciale : zo reken                                   | Emanuel Licha                                 | Québec Canada                      |
| Prix du jury étudiant                                                | zo reken                                                      | Emanuel Licha                                 | Québec Canada                      |

### 25e édition (2022)[16]
| Prix                                                                       | Film                                              | Réalisatrice/Réalisateur        | Pays                               |
| -------------------------------------------------------------------------- | ------------------------------------------------- | ------------------------------- | ---------------------------------- |
| Grand prix de la compétition internationale longs métrages                 | One Take Grace                                    | Lindiwe Matshikiza              | Afrique du Sud                     |
| Grand prix de la compétition internationale longs métrages                 | Mention spéciale : Anhell69                       | Theo Montoya                    | Colombie Roumanie France Allemagne |
| Prix spécial du jury de la compétition internationale longs métrages       | Dry Ground Burning                                | Adirley Queirós & Joana Pimenta | Portugal Brésil                    |
| Grand prix de la compétition nationale longs métrages                      | The Dependents                                    | Sofía Brockenshire              | Canada Argentine                   |
| Prix spécial du jury de la compétition nationale longs métrages            | Self-Portrait                                     | Joële Walinga                   | Canada                             |
| Prix Nouveaux Regards                                                      | Veranada                                          | Dominique Chaumont              | Canada                             |
| Prix du meilleur court ou moyen métrage international                      | Fuku Nashi                                        | Julie Sando                     | États-Unis Japon                   |
| Prix du meilleur court ou moyen métrage international                      | Mention spéciale : No Star                        | Tana Gilbert Fernández          | Chili                              |
| Prix du meilleur court ou moyen métrage national                           | Landscape Suspended                               | Naghmeh Abbasi                  | Canada Iran                        |
| Prix du meilleur court ou moyen métrage national                           | Mention spéciale : Mecánicos piratas de Lima      | Carlos Ferrand                  | Canada Pérou                       |
| Prix spécial du jury de la compétition nationale courts ou moyens métrages | Infinite Distances                                | Pablo Alvarez Mesa              | Québec Canada                      |
| Prix du public                                                             | Big Fight in Little Chinatown                     | Karen Cho                       | Canada                             |
| Prix Magnus-Isacsson                                                       | Le mythe de la femme noire                        | Ayana O'Shun                    | Québec Canada                      |
| Prix Magnus-Isacsson                                                       | Mention spéciale : Wochiigii lo: End of the Peace | Heather Hatch                   | Canada                             |
| Prix du jury étudiant                                                      | Geographies of Solitude                           | Jacquelyn Mills                 | Canada                             |
| Prix du jury des détenues                                                  | Big Fight in Little Chinatown                     | Karen Cho                       | Canada                             |